# Podančica
Podančica (znanstveno ime Enterobius) je rod 2–10 mm dolgemu črvu podobnih črevesnih zajedavcev. Najbolj znana je človeška podančica (Enterobius vermicularis).
Podančica je razširjena po celem svetu, še najbolj v predelih z zmernim podnebjem. Je najbolj razširjena od vseh parazitov. Ocenjuje se, da je na svetu okuženih 200 milijonov ljudi. Okužba ni povezana z raso, socialno-ekonomskim statusom ali kulturo, je pa pogostejša pri otrocih in v skupnostih, kjer prihajajo v stik z gnojevko. V nekaterih skupnostih na Danskem so odkrili 29 % okuženost, v Angliji 50 %, v Indiji pa celo 61 %. V ZDA je bilo na vzorcu okrog 10.000 ljudi leta 1992 ugotovljena 11,4 % okuženost.
Dokažemo jih lahko z opazovanjem zadnjičnega brisa pod mikroskopom. Uporabimo prozoren lepilni trak, ki ga pritisnemo na neumito kožo zadnjične odprtine, najbolje zjutraj. Lepilni trak nato prilepimo na objektno stekelce in ga dostavimo v laboratorij.